# رناتو سیپریانی
رناتو سیپریانی (انگلیسی: Renato Cipriani؛ زادهٔ ۲ آوریل ۱۹۱۷) بازیکن فوتبال اهل ایتالیا است.
از باشگاه‌هایی که در آن بازی کرده‌است می‌توان به باشگاه فوتبال آ.اس. رم اشاره کرد.